# Akusekijima
Akusekijima (悪石島) là một hòn đảo của Nhật Bản có diện tích 7,5 km² với vẻn vẹn 70 dân. Đây là một trong 12 đảo thuộc quần đảo Tokara, thuộc quần đảo Ryukyu nhưng về hành chính thuộc tỉnh Kagoshima. Chỉ có 7 đảo tại quần đảo này có người sinh sống. Tổng dân số của Tokara vào khoảng 650 người. Cầu nối giữa quần đảo với đất liền là một phà nhỏ có khả năng chở 250 người. Nó vào đất liền rồi quay trở lại quần đảo mỗi ngày. Trên bản đồ, Tokara nằm ở nơi giao nhau giữa Thái Bình Dương và biển Đông.
Vào ngày 22 tháng 7 năm 2009, trước 11 giờ theo giờ địa phương, bầu trời bị phủ bóng đen bởi hiện tượng nhật thực toàn phần. Một vệt đen khổng lồ trải dài qua phía bắc Ấn Độ, Nepal, Bangladesh, Bhutan và Trung Quốc. Người ta có thể quan sát nó từ những thành phố lớn như Varanasi, Thành Đô, Trùng Khánh và Thượng Hải. Tuy nhiên, nhưng nơi tốt nhất để xem chính là Akusekijima, nơi nhật thực được dự đoán là sẽ kéo dài 6 phút và 25 giây. Tới tận ngày 13 tháng 6 năm 2132 nhân loại mới được chứng kiến nhật thực có thời gian dài hơn thế.